# Zoraida Beato
Zoraida Beato (Matanzas, 1916 – Matanzas, ...) è stata una cantante e soprano cubana.

## Biografia
Zoraida Beato ebbe una carriera internazionale, viaggiando con il maestro Ernesto Lecuona che la scelse come una delle sue interpreti.
Dotata di una bellissima voce da soprano lirico e di grande presenza scenica, fu una delle preferite dal pubblico che seguivano sia la musica lirica che le canzoni popolari, che interpretava con molto sentimento, oltre che ad essere cantante di numerose Zarzuela teatrali. Lasciò almeno una registrazione ufficiale delle sue opere, tra cui Tus Ojos, la sua canzone più conosciuta, di cui fu anche autrice.
Dopo essere emigrata da Cuba, visse principalmente a Miami. Fece ritorno nella sua città natale solo una volta, in visita per andare a trovare suo padre che era molto anziano e che non vedeva da quando abbandonò l'isola, ma si ammalò di polmonite non appena arrivata e morì in poche ore. Suo figlio tornò a recuperare la salma per riportarla a Miami dove è sepolta tuttora.

## Discografia parziale

### Album
- 1970 - Tus Ojos
- 2005 - Nostalgia cubana